# نادي بروليتر نوفي ساد
نادي بروليتر نوفي ساد(بالإنجليزية: Proleter)‏ هو نادي كرة قدم صربي تأسس عام 1951 يلعب في الدوري الصربي الدرجة الثانية يقع النادي في مدينة نوفي ساد ويلعب على أرضية ملعب كارادجورده .